# Diecezja Dedza
Diecezja  Dedza – diecezja rzymskokatolicka w Malawi. Powstała w 1956 jako apostolski wikariat. Podniesiona do rangi diecezji w 1959.

## Biskupi diecezjalni
- Biskupi
  - Bp Peter Chifukwa (od 2021)
  - Bp Emmanuele Kanyama (2007 – 2018)
  - Bp Rémi Sainte-Marie, MAfr (2000 – 2006)
  - Bp Gervazio Moses Chisendera (1984 – 2000)
  - Bp Cornelius Chitsulo (1959 – 1984)
- Wikariusze apostolscy
  - Bp Cornelius Chitsulo (1956 – 1959)